# Hernando Diaz Sanmiguel
Hernando Diaz Sanmiguel (Bogotá 2 de abril de 1935 - ibidem 11 de mayo de 1993) fue un militar colombiano. 
Fue General del Ejército Nacional de Colombia.

## Biografía
Fue comandante de la Tercera División, de la Octava Brigada y de la Brigada de Institutos Militares (BIM) y del Ejército Nacional.Fue director de la Escuela Superior de Guerra.Se destacó por combatir al Movimiento 19 de abril (M-19).

## Familia
´Padre del General Ricardo Díaz, quien fue viceministro de Defensa en el gobierno de Gustavo Petro.